# Lega calcistica degli Emirati Arabi Uniti 1982-1983
La UAE Football League 1982–1983 è stata la 10ª edizione della massima competizione nazionale per club degli Emirati Arabi Uniti, la
squadra che diventerà campione è l'Al-Wasl che si conferma campione nazionale, conquistando il secondo titolo della sua storia. Alla competizione hanno preso parte 10 squadre.

## Classifica
|                                | Pos. | Squadra       | G  | V  | N  | P | GF | GS | Pt |
| ------------------------------ | ---- | ------------- | -- | -- | -- | - | -- | -- | -- |
| Emirati Arabi Uniti (bandiera) | 1    | Al-Wasl       | 16 | 11 | 3  | 4 | 32 | 17 | 25 |
|                                | 2    | Sharjah       | 16 | 7  | 8  | 3 | 20 | 14 | 22 |
|                                | 3    | Al-Nasr       | 16 | 6  | 8  | 4 | 21 | 21 | 20 |
|                                | 4    | Al-Ahli Dubai | 16 | 6  | 7  | 5 | 22 | 18 | 19 |
|                                | 5    | Al-Ain        | 16 | 6  | 7  | 5 | 21 | 21 | 19 |
|                                | 6    | Al-Shabab     | 16 | 3  | 11 | 4 | 18 | 22 | 17 |
|                                | 7    | Al-Khaleej    | 16 | 5  | 7  | 6 | 15 | 20 | 17 |
|                                | 8    | Al Emirates   | 16 | 3  | 8  | 7 | 17 | 20 | 14 |
|                                | 9    | Al-Shaab      | 16 | 4  | 6  | 8 | 18 | 26 | 14 |
|                                | 10   | Al-Quadsia SC | 16 | 3  | 7  | 8 | 14 | 19 | 13 |

Legenda:

      Campione degli Emirati Arabi Uniti 1982-1983

Note:
Due punti a vittoria, uno a pareggio, zero a sconfitta.